# Gennady Bukharin
Gennady Bukharin (em russo:  Геннадий Иванович Бухарин, Rybno-Slobodsky, Tartaristão, 10 de agosto de 1929 – 3 de novembro de 2020) foi um canoísta russo especialista em provas de velocidade.

## Carreira
Foi vencedor das medalhas de bronze em C-1 1000 m e C-1 10000 m em Melbourne 1956.

## Morte
Bukharin morreu em 3 de novembro de 2020.